# АС Танда
Спортивна Асоціація «Танда» або просто АС Танда (фр. Association Sportive Tanda) — професіональний івуарійський футбольний клуб з міста Танда.

## Історія
Він був заснований в місті Танда, в провінції Гутугу, в 2015 році вперше в своїй історії став переможцем вищого дивізіону національного чемпіонату, посунувши вперше в історії на друге місце АСЕК Мімозас.
Крім того, АС Танда вперше в своїй історії квалфікувався для участі в континентальному турнірі, в Лізі чемпіонів КАФ 2016 року, де поступився в попередньому раунді туніському «Клуб Африкен».

## Досягнення
- Ліга 1 (Кот-д'Івуар)
  -  Чемпіон (2): 2015, 2016

## Статистика виступів на континентальних турнірах
| Сезон | Турнір             | Раунд      | Клуб         | Вдома | На виїзді | Загалом |
| ----- | ------------------ | ---------- | ------------ | ----- | --------- | ------- |
| 2016  | Ліга чемпіонів КАФ | Попередній | Клуб Африкен | 0-0   | 0-2       | 0-2     |